# 吳廷獻
吳廷獻（？—？），山东滨州人，清朝政治人物。举人出身。

## 生平
曾任江蘇上元縣知縣，因江寧將軍德珠布奏摺在江中被搶，簽差不慎而被發配新彊，因善於處理夷務，帶罪交粵海關留用，1843年參與《五口通商附粘善後條款》的中譯，又到澳門參與對美、法談判，得到耆英的稱讚與保舉開復原官。道光二十五年（1845年），擔任清朝廣州府南海縣知縣。后由李延福接任。